# Harald Kosch
Harald Kosch (* 1968 in München) ist ein deutscher Informatiker und Vizepräsident der Universität Passau.

## Leben
Kosch studierte Informatik mit Nebenfach Elektrotechnik an der Technischen Universität München. Dort schrieb er sein Vordiplom. An der Université Claude Bernard in Lyon machte Kosch Maîtrise und DEA in Informatik.
Von September 1993 bis März 1997 war er wissenschaftlicher Mitarbeiter an der École normale supérieure in Lyon sowie anschließend an der Universität Klagenfurt, wo er auch habilitierte und die venia docendi erhielt. Im Mai 2002 wurde Kosch außerordentlicher Universitätsprofessor am Institut für Informationstechnologie der Universität Klagenfurt.
Am 1. März 2006 wurde Harald Kosch Inhaber der Professur für Verteilte Informationssysteme an der Universität Passau. Von 2009 bis 2011 war er dort Dekan der Fakultät für Informatik und Mathematik (FIM) und dadurch Mitglied der erweiterten Universitätsleitung. Seit Dezember 2016 ist Kosch Vizepräsident der Universität Passau. Im Oktober 2016 erhielt er den Ordre des Palmes Académiques. Im Juni 2022 wurde er mit der Ehrendoktorwürde des Institut national des sciences appliquées de Lyon ausgezeichnet.